# Månmeteorit

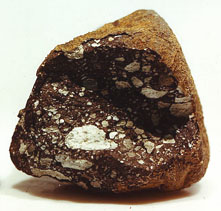
Månmeteoriten
Allan Hills 81005.
Foto: NASA.

En månmeteorit är en meteorit som härstammar från månen.
Den första månmeteoriten, 'Yamato 791197', hittades i Antarktis 1979 men utan att man då förstod dess ursprung. Den första meteorit som identifierats som en månmeteorit är 'Allan Hills 81005' som hittades 1982. Sedan dess har ett åttiotal meteoriter identifierats som månmeteoriter (2015). Deras sammanlagda vikt uppgår till drygt 66 kilo.
Att en meteorit verkligen härstammar från månen kan man fastställa genom att jämföra dess mineralogi, kemiska sammansättning och isotopsammansättning med prover från Apolloprogrammet. Den första månmeteoriten som fick sitt ursprung fastställt var 'Sayh al Uhaymir (SaU) 169' som hittades i Oman den 16 januari 2002 och som tros härstamma från bildningen av Lalandekratern för omkring 340 000 år sedan.
Månmeteoriter kastas ut från månen vid stora meteoritnedslag. Innan SaU upptäckts och analyserats hade man inte lyckats koppla samman enskilda kratrar på månen med någon enskild månmeteorit. Mätningar av ädelgas har visat att det tar mellan 100 000 år och en miljon år för en månmeteorit att färdas från månen till jorden. Typiskt nog tillbringar månmeteoriterna lång tid i omloppsbanor kring månen och jorden.
Den genomsnittliga sammansättningen hos månmeteoriterna motsvarar förmodligen bättre den genomsnittliga sammansättningen hos ytmaterial på månen än proverna från Apolloprogrammet. Detta beror på att dessa prover togs på en mycket begränsad del av månens framsida medan månmeteoriterna har sitt ursprung även från månens andra sida.
När den första meteoriten från månen upptäcktes 1982 uppstod genast spekulationer om att det borde finnas meteoriter även från Mars och den första Marsmeteoriten identifierades samma år. Man har också spekulerat i möjligheten att det finns jordmeteoriter på månen. Det skulle vara av stort geologiskt intresse eftersom man då skulle kunna analysera stenar från jorden som är mer än 3,9 miljarder år gamla som inte förstörts av de geomorfologiska processerna på jorden. Man har till och med föreslagit att nya resor till månen borde göras just för att hitta jordmeteoriter.